# Теньо Желев
Теньо Желев е български художник портретист.

## Биография
Теньо Желев е роден на 23 ноември 1923 г. в с. Венец, Старозагорско. Рисува от малък и през 1937 г. постъпва в Старозагорската мъжка гимназия „Иван Вазов“. Вдъхновен от учителя по рисуване Кипро Николов учи при художниците Иван Матеев, Васил Йончев и Найден Петков.
Учи живопис в НХА при Никола Ганушев и проф. Илия Петров, и скулптура при професорите Михаил Михайлов и Иван Лазаров. През 1942 г. на конкурс в Академията за портрет на цар Борис е удостоен с първа награда, което по-късно това става причина да бъде изпратен за повече от година в лагерът на о-в Белене, а семейството му преживява години на омерзение и лишения.
Започва творческия си път от Княжевския читалищен театър, където играе и режисира успешни постановки над 20 години. Едновременно остава верен на природата си и хвърля сили и талант в живописта. От 1949 г. е член на СБХ. Прави портрети на исторически личности като Васил Левски, Христо Ботев, Захари Стоянов, Никола Вапцаров, Владимир Димитров – Майстора, и др. Портретът на цар Борис, с който печели първа награда на конкурс в Художествената академия през 1942 г. по-късно води до драматичен обрат в живота на Желев - изпратен е за повече от година в лагера в Белене.
Участвал е в изложби в Япония, Индия, Русия, Франция, Германия, Холандия, САЩ, Канада. Има над 30 самостоятелни изложби.
Негови платна са притежание на големи галерии по света и частни колекционери като Филип Гугенхайм, Рената де Бурбон, Вили Клаас. Рисувал е в Куба и Франция – Френската Ривиера, където създава тематични колекции. Множество негови платна е дарил на гр. Трявна, село Венец, Банско, и др.
Има приятелство и творческа връзка с други представители на изкуството – Елин Пелин, Филип Кутев, Пеньо Пенев, Стоян Венев, Димитър Казаков – Нерон, Владимир Димитров – Майстора.
Теньо Желев умира на 5 ноември 2010 година в София.
През 2017 година от фамилната къща на семейството изчезват над 80 картини на художника, за които до ден днешен няма информация.